# 1,2,3,4,6-ペンタガロイルグルコース
1,2,3,4,6-ペンタガロイルグルコース(1,2,3,4,6-Pentagalloyl glucose)は、グルコースのペンタヒドロキシ没食子酸エステルである。ガロタンニン及び関連するエラジタンニンの共通の前駆体である
。
ペンタガロイルグルコースは、ヒトのα-アミラーゼを含むタンパク質を沈殿させることができる。
また放射線防護にも利用できる可能性がある
。

## 天然の存在
1,2,3,4,6-ペンタガロイルグルコースは、ザクロ、ホルトノキ、アメリカハゼノキ等で見られる。

## 生合成
β-グルコガリン-テトラキスガロイルグルコース O-ガロイルトランスフェラーゼは、グルコガリンと1,2,3,6-テトラキス-O-ガロイル-β-D-グルコースを用いて、D-グルコースとペンタガロイルグルコースを生成する。

## 代謝
テリマグランジンIIは、酸化的脱プロトン化と2つのガロイル基のカップリング反応によって、ペンタガロイルグルコースから生成する。
1,2,3,4,6-ペンタガロイルグルコース ガロイルトランスフェラーゼは、アメリカハゼノキの葉で見られる酵素であり、1,2,3,4,6-ペンタ-O-ガロイル-β-D-グルコースから3-O-ジガロイル-1,2,4,6-テトラ-O-ガロイル-β-D-グルコースへのガロイル化を触媒する。

## 化学
ペンタガロイルグルコースは、pHに依存した酸化反応を受ける。